# Seven Whole Days
Seven Whole Days è un singolo discografico della cantante statunitense Toni Braxton, pubblicato nel 1993.

## Il brano
Il brano è stato scritto da Antonio "L.A." Reid e Babyface e prodotto dagli stessi artisti con Daryl Simmons.
Esso è stato estratto dal primo album in studio di Toni Braxton, l'eponimo Toni Braxton.

## Tracce
- USA : Vinile, 12", 33 ⅓ RPM

1. A1	Seven Whole Days (Ghetto Vibe) – 6:35
2. A2	Seven Whole Days (Ghetto Vibe Instrumental) – 6:36
3. B1	Seven Whole Days (Album Version) – 6:22
4. B2	Seven Whole Days (Live Version) – 6:15
5. B3	The Christmas Song – 3:25

## Video
Il videoclip della canzone è stato girato mentre l'artista era in tour con le sorelle Traci, Towanda, Trina e Tamar.